# Günter Heidecke
Günter Heidecke (* 10. November 1922 in Köln; † 11. Juni 2011 ebenda) war ein Jurist und Verwaltungsbeamter, der auch im Ruhestand vielfältige Ehrenämter übernahm.

## Leben und berufliche Laufbahn
Heidecke trat im Jahr 1936 als Schüler dem „Kölner Ballspielclub von 1901“ – einem Vorgängerverein des 1. FC Köln – bei und spielte dort in der ersten Mannschaft Basketball. Zudem nahm er als Leichtathlet vier Mal an Deutschen Meisterschaften teil.
Nach dem Kriegsdienst nahm er 1945 das Studium der Rechtswissenschaften an der Universität zu Köln auf. Nach zweitem juristischen Staatsexamen und Promotion war er für kurze Zeit Richter am Amtsgericht Köln und Landgericht Aachen, bevor er in den Dienst der Stadt Köln eintrat: In den Jahren 1955 bis 1965 als Leiter der Schulverwaltung und von 1965 bis 1967 als Beigeordneter für Personal und Organisation. Heidecke, SPD-Mitglied seit seiner Studienzeit, wurde anschließend vom Innenminister des Landes Nordrhein-Westfalen zum Regierungspräsidenten des Regierungsbezirks Köln ernannt. Im Jahr 1978 wählte ihn der Landtag Nordrhein-Westfalen zum Präsidenten des Landesrechnungshofs und die Landesregierung berief ihn mit Wirkung vom 1. April 1978 in dieses Amt, in dem er bis zu seinem Ruhestand im Jahr 1987 blieb. Danach ließ er sich im Kölner Stadtteil Marienburg als Rechtsanwalt nieder und übernahm nebenbei mehrere Ehrenämter.

## Ehrenämter
- Mitglied des Verwaltungsrates des 1. FC Köln von 1972 bis 1995
- Mitglied der Deutschen Olympischen Gesellschaft und deren Vizepräsident von 1973 bis 1982
- Mitglied des Präsidiums des Nationalen Olympischen Komitees von 1978 bis 1982
- Mitbegründer des Fördervereins Romanische Kirchen Köln und Vorsitzender von 1981 bis 2002
- Mitglied der Kölnischen Gesellschaft für christlich-jüdische Zusammenarbeit, zeitweise auch im Vorstand; bereits zu seiner Zeit im Schulamt der Stadt Köln hatte Heidecke den Schüleraustausch mit Israel gefördert
- Mitglied des Arbeiter-Samariter-Bundes, Landesverband Nordrhein-Westfalen, dessen Präsident von 1968 bis 1995

## Ehrungen
- 1978: Großes Verdienstkreuz der Bundesrepublik Deutschland[2]
- 1978: Großoffizier des Ordens des Infanten Dom Henrique
- 1985: Großes Verdienstkreuz mit Stern der Bundesrepublik Deutschland
- 1988: Verdienstorden des Landes Nordrhein-Westfalen[3]
- 1998: Eintrag in das Goldene Buch der Stadt Köln